# Feliniopsis germainae
Feliniopsis germainae är en fjärilsart som beskrevs av François Louis Nompar de Caumont de Laporte 1975. Feliniopsis germainae ingår i släktet Feliniopsis och familjen nattflyn. Inga underarter finns listade i Catalogue of Life.